# برکه اسب آبی
برکه اسب آبی (به لاتین: Mare aux Hippopotames) یک منطقه حفاظت‌شده در بورکینافاسو است که در بورکینافاسو واقع شده‌است.